# Vierverlatenpolder
De Vierverlatenpolder is een voormalig waterschap in de Nederlandse provincie Groningen.
De polder was gelegen ten zuiden van het Hoendiep (Vierverlaten), ten westen van het Koningsdiep en ten noorden van de toenmalige grens van Drenthe. De molen sloeg uit op het Koningsdiep.
Waterstaatkundig gezien ligt het gebied sinds 1995 binnen dat van het waterschap Noorderzijlvest.

## Triplum
Het waterschap was een vergroting van de polder Triplum (ook wel Triplam gespeld). Het huidige gemaal die het gebied tussen de A7 en het Hoendiep, het industriegebied de Westpoort draagt nog deze naam.